# Urumaco (Venezuela)
Pour les articles homonymes, voir Urumaco.
Urumaco est une ville de l'État de Falcón au Venezuela, capitale de la paroisse civile d'Urumaco et chef-lieu de la municipalité d'Urumaco. En 2000, sa population est estimée à 1 970 habitants[réf. nécessaire].

## Sources
- (es) Cet article est partiellement ou en totalité issu de l’article de Wikipédia en espagnol intitulé « Urumaco » (voir la liste des auteurs).